# Złaków Borowy
Złaków Borowy [pronunciación en polaco: /ˈzwakuf bɔˈrɔvɨ/] es un pueblo en el distrito administrativo de Gmina Zduny, dentro del Distrito de Łowicz, Voivodato de Łódź, en Polonia central. Se encuentra aproximadamente 9 kilómetros al norte de Zduny, 17 kilómetros al noroeste de Łowicz, y 55 kilómetros al noreste de la capital regional, Łódź.
El pueblo tiene una población de 548 habitantes.